# Osek (okres Teplice)
Osek (německy Ossegg) je město v okrese Teplice v Ústeckém kraji, vybudované na úpatí Krušných hor. První sídlo vzniklo kolonizací lesnatého území při obchodní cestě do Saska. O rychlý rozvoj osady se postaral silný šlechtický rod Hrabišiců. První historicky doloženým Hrabišicem je Kojata, který byl členem dvora Vratislava II. Ve městě žije přibližně 4 600 obyvatel.

## Historie

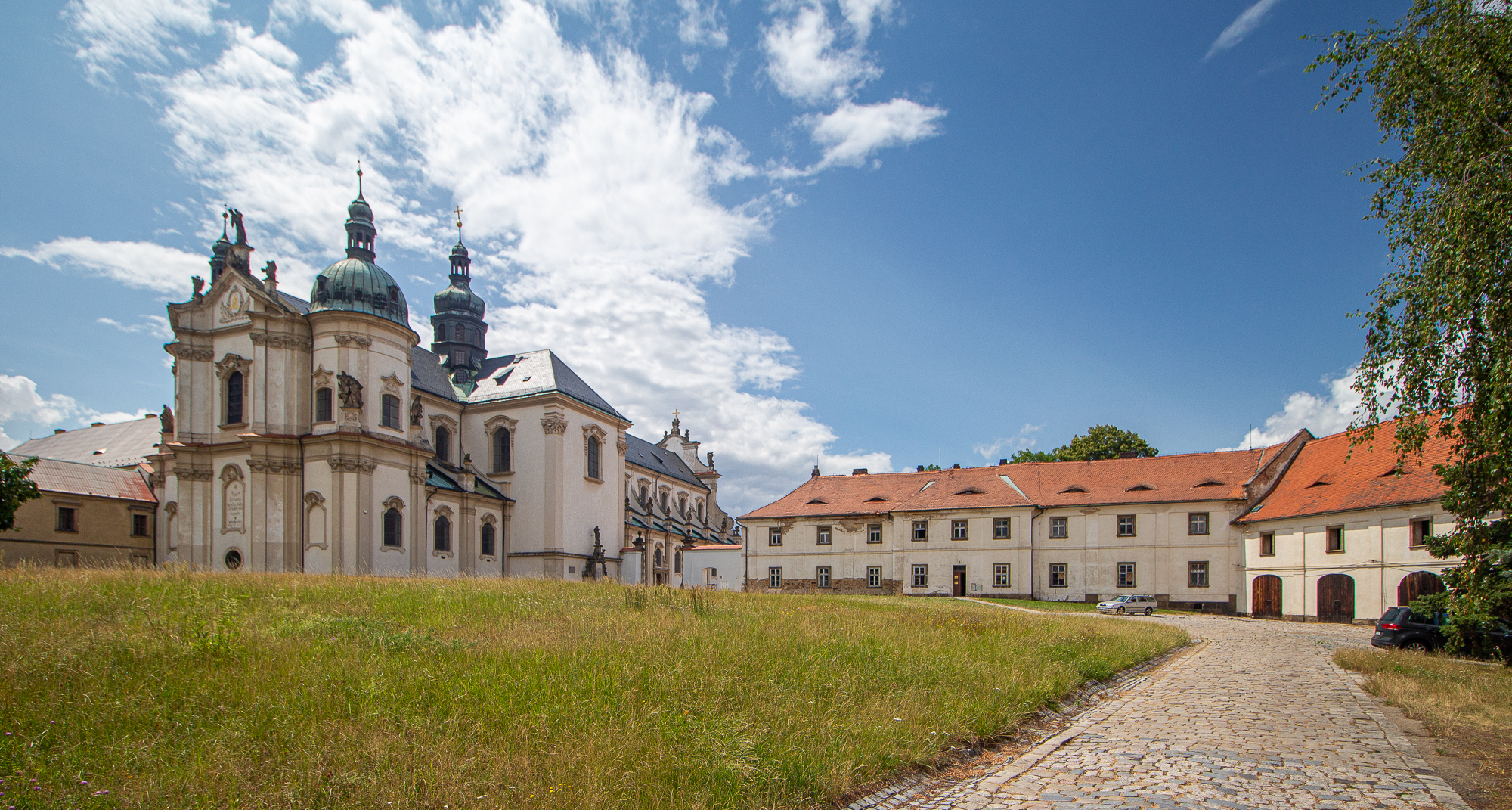
Osecký klášter s kostelem Nanebevzetí Panny Marie

V roce 1196 vznikl pod patronací opatství ve Waldsassenu cisterciácký osecký konvent, jehož vznik podnítil Slavek I. Hrabišic. Stavba kláštera začala roku 1206, kdy byl položen základní kámen chrámu Panny Marie. Stavba postupovala rychle a již v roce 1208 byl vysvěcen hlavní oltář chrámu a přilehlý hřbitov. Klášter získal do vlastnictví množství pozemků, důchodů i celých vesnic. Do své ochrany jej přijali král Přemysl Otakar I., pražský biskup Daniel i papež Inocenc III.
Klášter se rychle rozrůstal o další budovy a získával další majetky. O další rozkvět klášterní vsi se postaral Boreš z Rýzmburka z rodu Hrabišiců. V letech 1240 až 1250 vybudoval hrad Riesenburg. V roce 1248 se postavil na stranu krále Václava I. a porazil Přemysla Otakara II. Ten se o rok později pomstil vypleněním kláštera. V hospodářském životě osady hrála od 14. století velkou roli naleziště stříbra a cínu. Vytěžené rudy si podle smlouvy mezi klášterem a Hrabišici dělily obě strany půl na půl. Zatímco klášter vzkvétal, rodový majetek Hrabišiců se tenčil. Rod vymřel v první polovině 16. století.

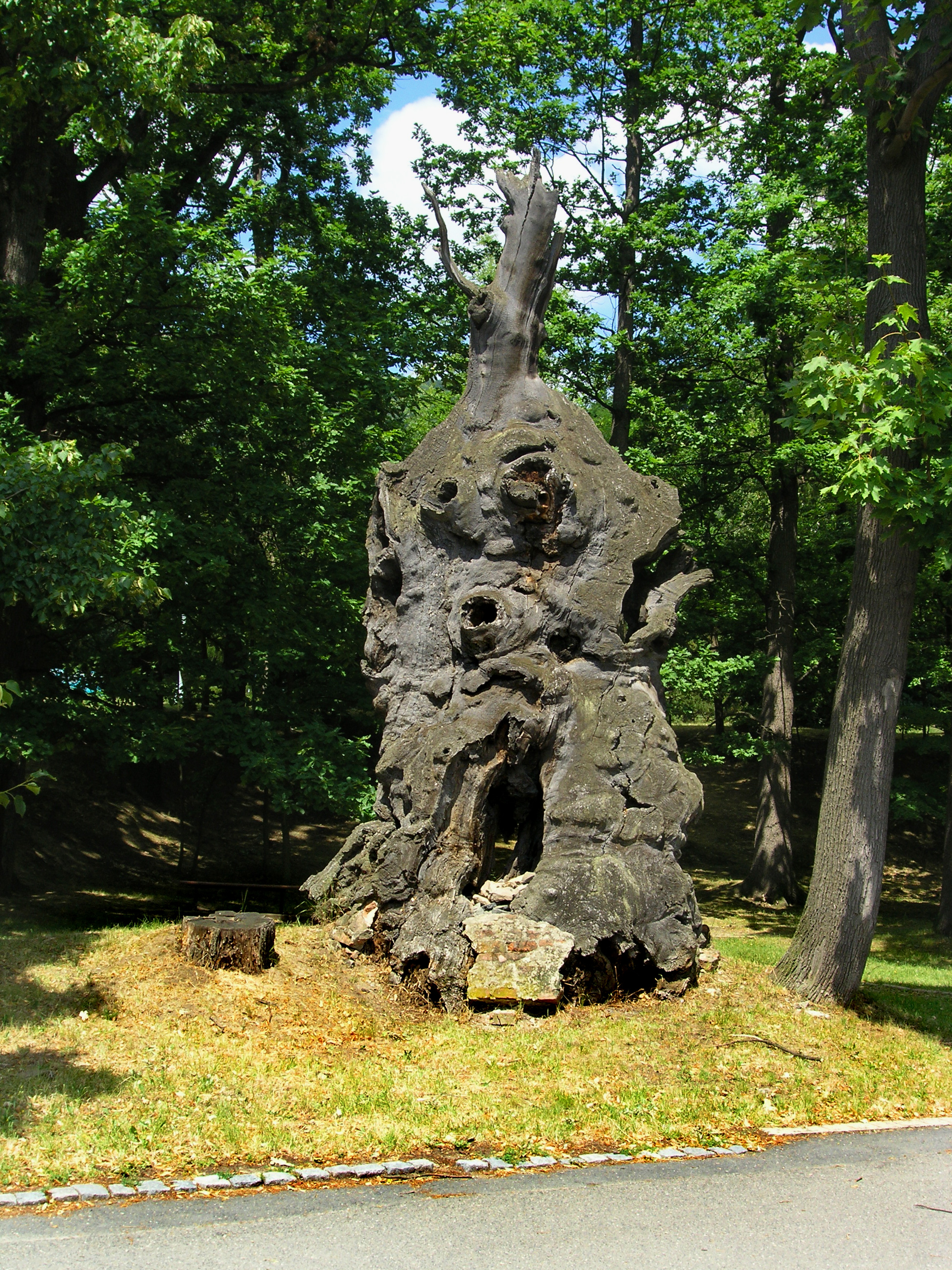
Torzo starého dubu – jeden ze symbolů města

Hrad Rýzmburk, který patřil po dobu husitských válek k nedobytným pevnostem, se stal majetkem míšeňských vévodů. V této době se vedlo mnohem hůř klášteru – byl husity vypálen a dvakrát vypleněn. Další újmu způsobil klášteru i císař Zikmund, který prodával klášterní majetky, aby získal peníze na další válečné výpravy. Klášter se nakonec z těchto ran vzpamatoval a opravil zničené budovy. V roce 1631 byl Osek po šest týdnů hlavním stanem saského vojska. V roce 1640 vtrhli do kláštera švédští žoldnéři a vyplenili kromě něj i Starý Osek a další přilehlé vesnice. Rozmach nastal za opata Benedikta Littweriga. Ten dal v roce 1697 zřídit v Novém Oseku textilní manufakturu. Od roku 1705 vlastnila manufaktura 9 tkalcovských stavů. K manufaktuře se přistavovaly nové budovy a v roce 1787 zaměstnávala na 760 osob.
Opat Benedikt dbal také na rozvoj kláštera – stavěl nové budovy a přestavoval staré. Pozval si z Litoměřic italského stavitele Ottavia Broggia a ten v letech 1712–1718 přestavěl původní gotické a románské budovy v barokním stylu. Dochoval se románský portál a gotická kapitulní síň, která ukrývá asi největší poklad kláštera – kamenný románský pulpit evidovaný jako památka mezinárodního významu UNESCO.
K dalšímu vyplenění kláštera došlo za sedmileté války. Dne 18. listopadu 1759 vydrancovali klášter Prusové a odvlekli dvanáct rukojmí v čele s převorem do Německa. Zpátky se jich vrátilo jedenáct. Existenci kláštera ohrozil i císař Josef II., známý pro své zavírání klášterů. V roce 1785 nechal snížit počet členů řádu z padesáti na osmnáct, ale nakonec 20. listopadu 1786 potvrdil všechna řádová privilegia a postavení kláštera se tak upevnilo. Klášter byl středem vzdělanosti a existovala při něm škola, ve které se učilo čtení, psaní a počítání. Budova pro obecnou školu byla postavena v roce 1749 opatem Kajetánem Březinou z Birkenfeldu. Další školní budova přibyla v roce 1836. Nová budova byla určena pro dívky a o její stavbu se zasloužil opat Salesius Krügner.
V 19. století se podoba města začíná výrazně měnit, manufaktury pozvolna nahrazují továrny, rozvíjí se těžba hnědého uhlí a doprava. Osek měl v roce 1843 118 domů a 851 obyvatel. Dne 3. června 1850 začíná v Oseku působit okresní a berní úřad. Také proběhly první volby. Za starostu nové obce, která zahrnovala Starý a Nový Osek, Horní a Dolní Háj, Domaslovice, Novou Ves, Hrdlovku, Rýzmburk a Loučnou, byl zvolen opat Klement Zahrádka. Tyto úřady sídlily v bývalých správních prostorech kláštera. Nový opat však neprojevil ochotu ponechat tyto státní úřady ve svém objektu, a tak o tyto úřady v roce 1856 město přišlo. I přes tuto ztrátu prožíval Osek hospodářský rozmach.
Na katastrálním území těžily tři šachty – od roku 1876 Nelson I (do hloubky 160 metrů). Tato šachta vyhořela roku 1893. Od roku 1885 Nelson III (do hloubky 115 metrů), neblaze proslulý výbuchem uhelného prachu 3. ledna 1934, při kterém zemřelo 142 horníků a který je dodnes druhým nejhorším důlním neštěstím ke kterému došlo na území Česka (smutné prvenství má požár na šachtě Marie v Příbrami roku 1892 s 319 mrtvými). Poslední – od roku 1888 důl Theodor, hluboký 52 metrů.
Rozvoj těžby uhlí byl také ovlivněn železniční dopravou. V letech 1869–1871 bylo postaveno nádraží a Osek měl přímé spojení s Chomutovem a Ústím nad Labem. Obec byla povýšena na město roku 1872. O další rozvoj Oseka se postaral starosta Antonín Härtl, který hájil zájmy občanů proti majitelům uhelných dolů a staral se o rozvoj školství, hasičský sbor a dláždění městských komunikací. Město se i nadále rozrůstalo, stavěly se domy v různých stylech, před první světovou válkou převážně secesních. V roce 1899 došlo k oddělení Nové Vsi s Hrdlovkou. Obě osady vytvořily samostatnou obec. V roce 1913 se Starý a Nový Osek sloučily a roku 1914 byly povýšeny na město s jednotným názvem Osek. Tou dobou obývalo Osek 5200 lidí ve 374 domech. Během druhé světové války připadl Osek Německu. Většina Čechů město opustila, počet obyvatel klesl z 9360 na 7700 obyvatel. Válka se městu téměř vyhnula. Dne 24. srpna 1944 byl sestřelen letoun B-17. Zřítil se do prostoru dolu Alexander. Na popálení zde zahynulo 11 lidí a 6 členů posádky. Po skončení války se od Oseka oddělily Háj u Duchcova a Loučná. Naopak v roce 1961 získal Osek Dlouhou Louku. Osada Rýzmburk byla přejmenována na Hrad Osek. Počet obyvatel klesl na 4060. V roce 1975 získalo město část katastru zrušené obce Hrdlovky. Obyvatelé této obce byli přestěhováni do sídliště Hrdlovská v Oseku. Počet obyvatel tak stoupl na 5660.
V roce 1992 byl klášter navrácen cisterciákům. Za tři roky byl klášter vyhlášen národní kulturní památkou a v roce 1996 se oslavilo 800 let od jeho založení.

## Obyvatelstvo
Při sčítání lidu v roce 1921 zde žilo 5 214 obyvatel (z toho 2 559 mužů), z nichž bylo 2 375 Čechoslováků, 2 780 Němců, jeden příslušník jiné národnosti a 58 cizinců. K římskokatolické církvi se hlásilo 3 416 lidí, 104 k církvím evangelickým, čtyři k církvi československé, 28 k církvi izraelské, pět lidí k nezjišťovaným církvím a 1 657 jich bylo vyznání. Podle sčítání lidu z roku 1930 mělo město 5 531 obyvatel: 2 439 Čechoslováků, 3 031 Němců, pět příslušníků jiné národnosti a 56 cizinců. Převažovala římskokatolická většina, ale žilo zde také 113 evangelíků. 61 členů církve československé, jedenáct židů, dvanáct členů nezjišťovaných církví a 1 719 lidí bylo bez vyznání.
| | 1869  | 1880  | 1890  | 1900  | 1910  | 1921  | 1930  | 1950  | 1961  | 1970  | 1980  | 1991  | 2001  | 2011  | 2021  |
| --- | ----- | ----- | ----- | ----- | ----- | ----- | ----- | ----- | ----- | ----- | ----- | ----- | ----- | ----- | ----- |
| Obyvatelé | 1 263 | 2 315 | 4 077 | 5 046 | 5 232 | 5 214 | 5 531 | 3 858 | 4 041 | 3 591 | 5 569 | 5 162 | 4 972 | 4 734 | 4 448 |
| Domy | 151   | 207   | 295   | 343   | 374   | 383   | 471   | 551   | 552   | 520   | 537   | 579   | 580   | 589   | 595   |
| Tabulka zahrnuje data částí Nový Osek a Starý Osek a v roce 1961 zahrnují i domy z místních částí Dlouhá Louka a Hrad Osek. |       |       |       |       |       |       |       |       |       |       |       |       |       |       |       |

## Městská správa a politika

### Městské symboly
Ve znaku má stříbrno zeleně polcený štít. V hlavě štítu čtyři malé zlaté štítky: v prvním opatská berla, v druhém dub přirozených barev, ve třetím dvě zkřížená hornická kladívka a ve čtvrtém Hrabišické hrábě. Zelená barva symbolizuje okolní pastviny a pole, stříbrná poukazuje na těžbu drahých kovů v horách. Čtyři symboly znázorňují historii města: klášter, tisíciletý dub, hornictví a zakladatele města. Vlajka byla městu udělena rozhodnutím předsedy Poslanecké sněmovny Parlamentu České republiky dne 15. dubna 2010.

### Části města
Osek se člení na tři části, které leží na šesti katastrálních územích:
- Osek (k. ú. Osek u Duchcova a Hrdlovka-Nový Dvůr)
- Dlouhá Louka (k. ú. Dlouhá Louka, Mackov a Nová Ves u Oseka)
- Hrad Osek (k. ú. Hrad Osek)

## Doprava
Osekem vede silnice první třídy č. 27 ve směru Most a Dubí a dvě železniční tratě:
- Železniční trať Teplice v Čechách – Litvínov s nádražím Osek. Nádraží leží 1,5 km jihovýchodně od středu města, je z něj však časté spojení na Litvínov a Teplice.
- Železniční trať Most - Moldava v Krušných horách, tzv. Moldavská horská dráha, s nádražím Osek město na severozápadě Oseka; spojení je však méně časté.

- Místní autobusovou dopravu provozuje Dopravní podnik měst Mostu a Litvínova.

## Společnost
Osek je vyhledávaným turistickým cílem. Kromě kláštera a zříceniny hradu, který má být podle plánu rozvoje města zpřístupněn, nabízí město další turistické aktivity. Každoročně se zde pořádá Osecká pouť spojená s výstavou historických řemesel a lidových umění v klášteře a výstavou železniční techniky na nádraží Osek město. Osek je také východiskem do přírody Krušných hor, městem a jeho okolím vede zrekonstruovaná naučná stezka.

## Pamětihodnosti

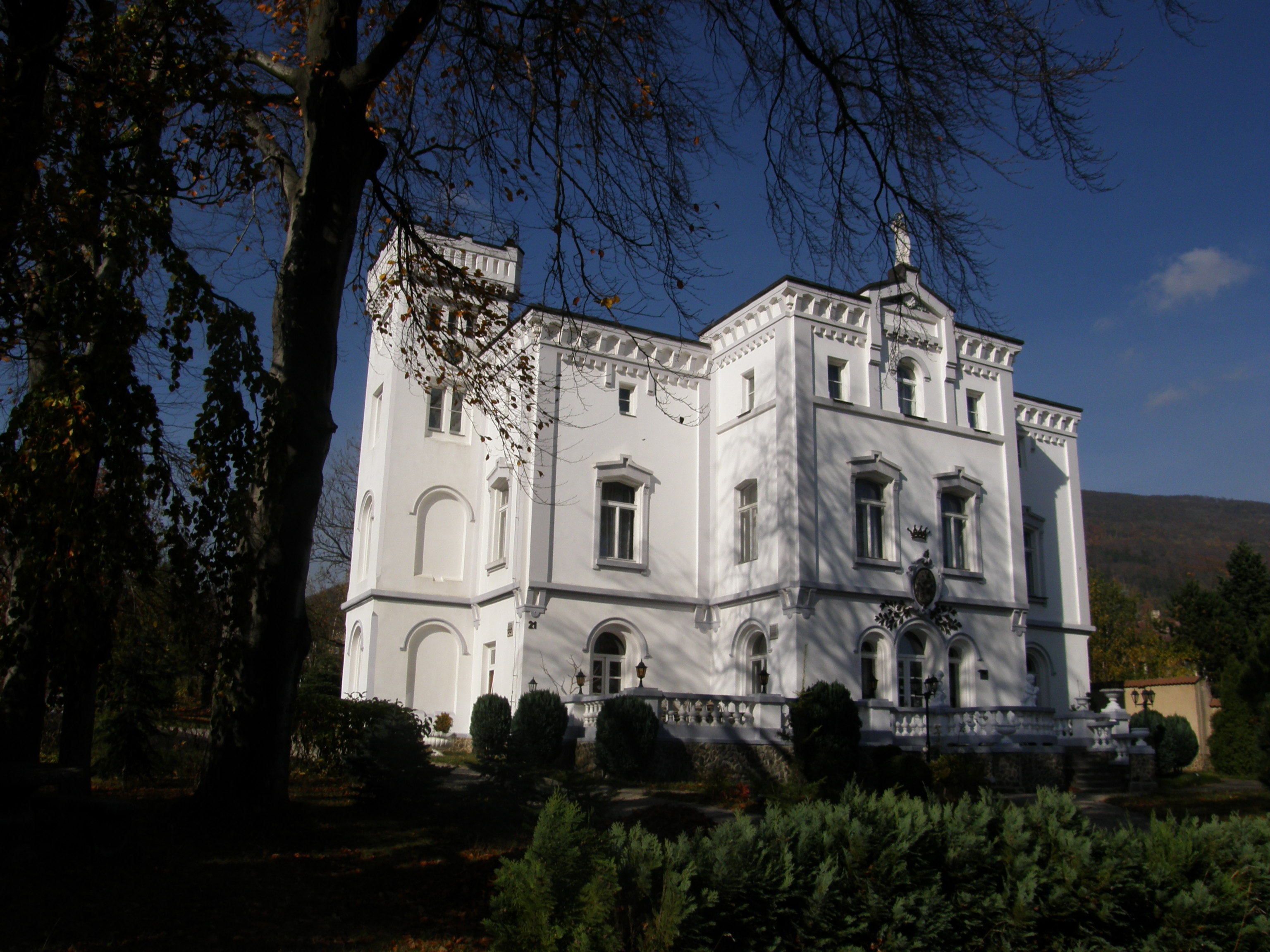
Novogotický lovecký zámeček

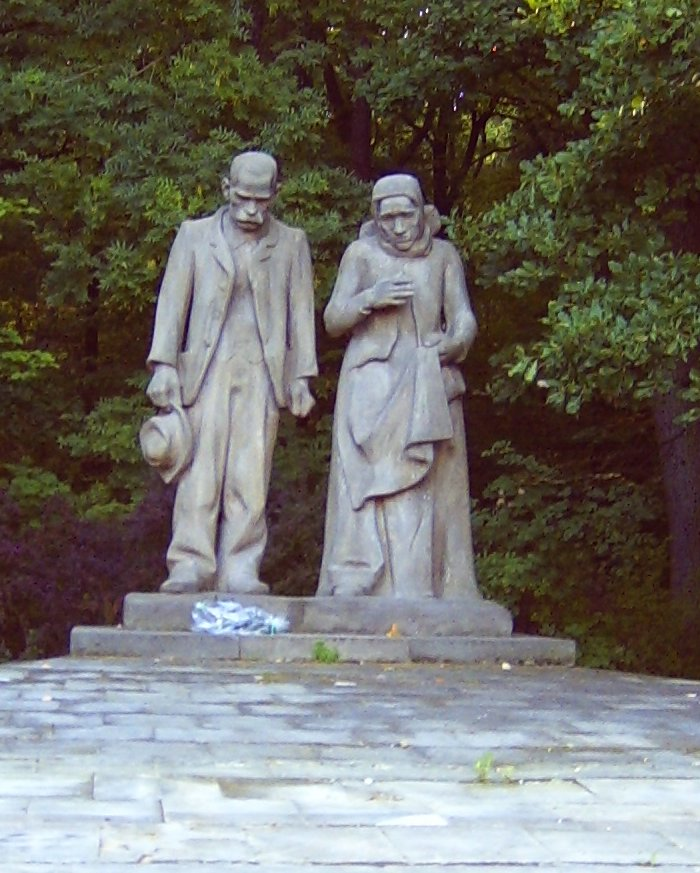
Pomník obětem neštěstí na dole Nelson III. od Karla Pokorného

### Klášter Osek
Klášter Osek je donedávna fungující cisterciácký klášter na severu Čech pod Krušnými horami. Byl hlavou Kongregace Nejčistšího Srdce Panny Marie, která sdružuje kláštery Čech, Moravy, Dánska a Německa. Součástí kláštera je kostel Nanebevzetí Panny Marie. V březnu 2006 vydala Česká pošta známku v hodnotě 12 Kč, která kostel zobrazuje.

### Kostel svatých Petra a Pavla

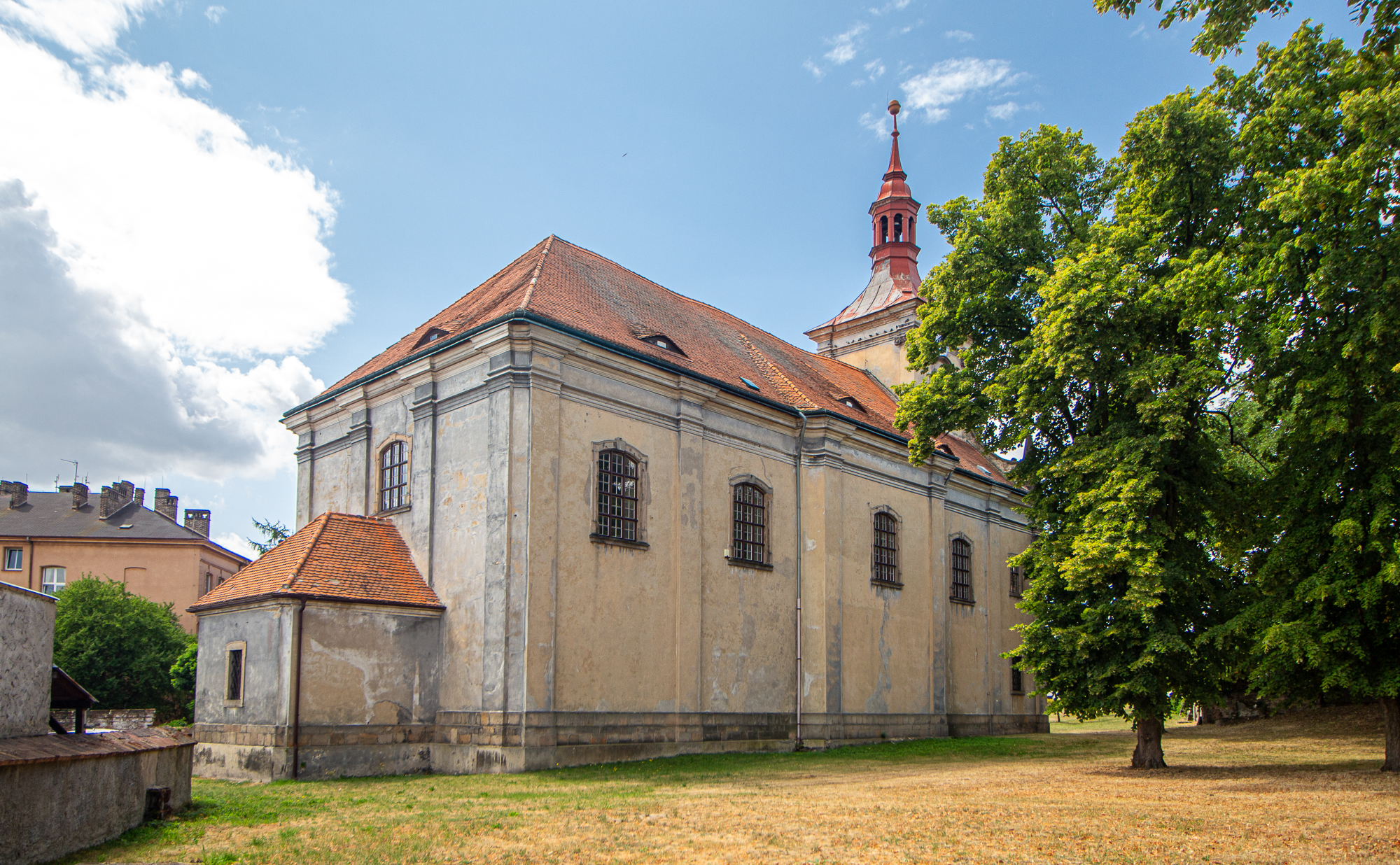
Kostel sv. Petra a Pavla

Mohutný barokní kostel, vystavěný roku 1714 na místě původního románského kostela, se nachází ve východní části obce při silnici do Duchcova. Konají se zde farní bohoslužby a v sezoně je přístupný turistům. V průčelní západní věži je na dřevěné konstrukci zavěšen zvon z 15. století a zvon bez nápisu. V lucerně věže se nacházejí dva litinové hodinové cymbály. Na bývalém hřbitově u kostela se nachází mohyla generála Josefa Xavera Saského, který byl poblíž zříceniny hradu Rýzmburka zabit v souboji s ruským důstojníkem.

### Další pamětihodnosti
- Zřícenina hradu Rýzmburk ze 13. století
- Kaple – kaple z roku 1721 stojí v obci na rozcestí pod hradem, zadní cibulovitá věžička bez zvonu.
- Kaple svaté Kateřiny a svaté Barbory – kaple, původně pocházející už ze 13. století, stojí na náměstí v obci před klášterem; v zadní věžičce kaple malý zvon.
- Novogotický lovecký zámeček
- Barokní dům čp. 31, později hotel Stropník
- Pomník obětem neštěstí na dole Nelson III – pomník byl odhalen roku 1935, od roku 1978 je národní kulturní památkou.
- Odpočivný kámen – jeden ze 48 odpočivných kamenů umístěný v roce 1672 opatem Laurenciem Scipiem; kulturní a technická památka

## Osobnosti
- Jaroslav Fiala (1900–1945), politik
- Benno Beneš (1938–2020), římskokatolický kněz
- Kamil Střihavka (* 1965), zpěvák
- Jan Zástěra (* 1984), hudební skladatel a dirigent
- Michal Leibl (* 1992), fotbalista

## Galerie

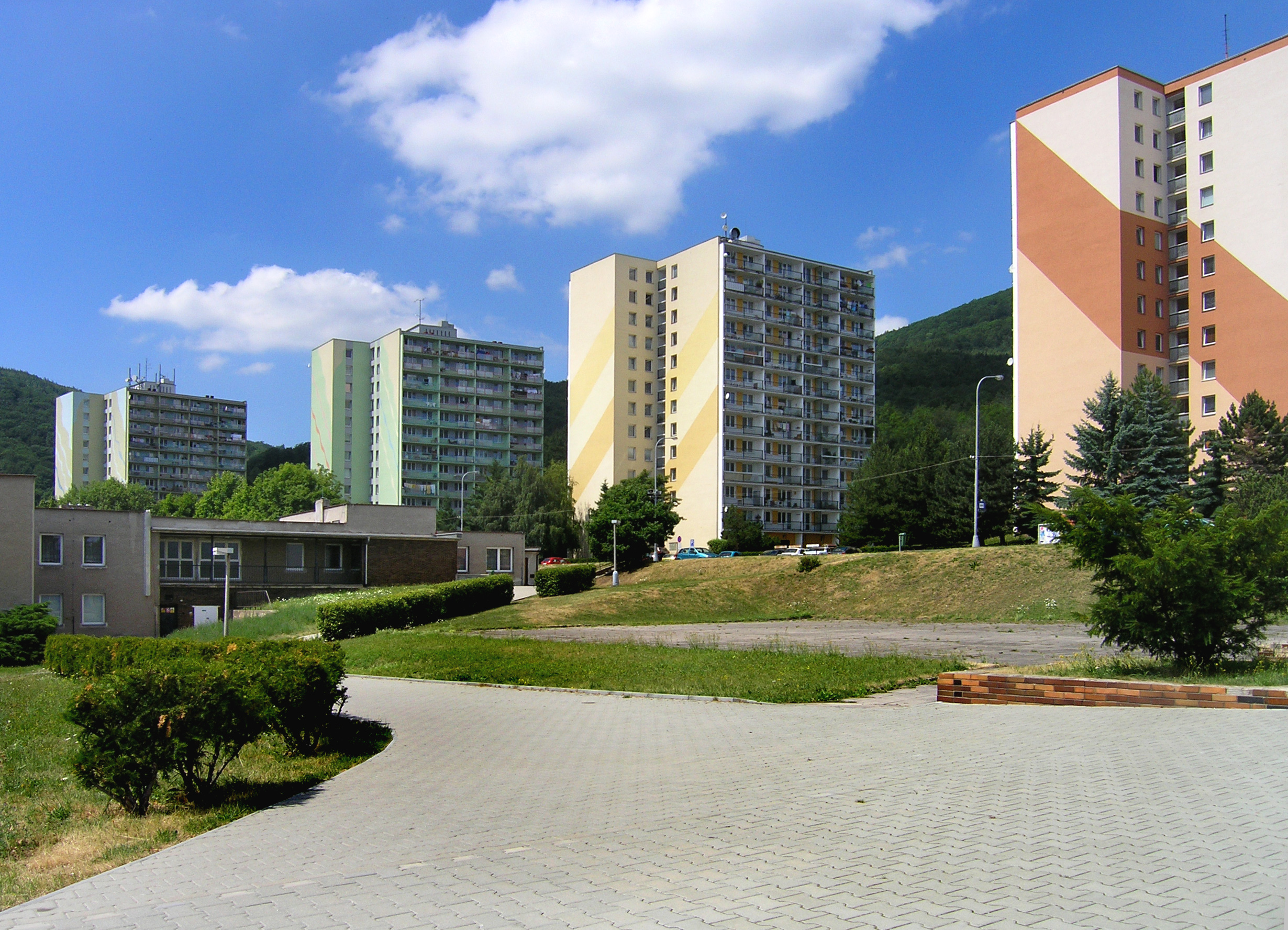
Sídliště na severu Oseka
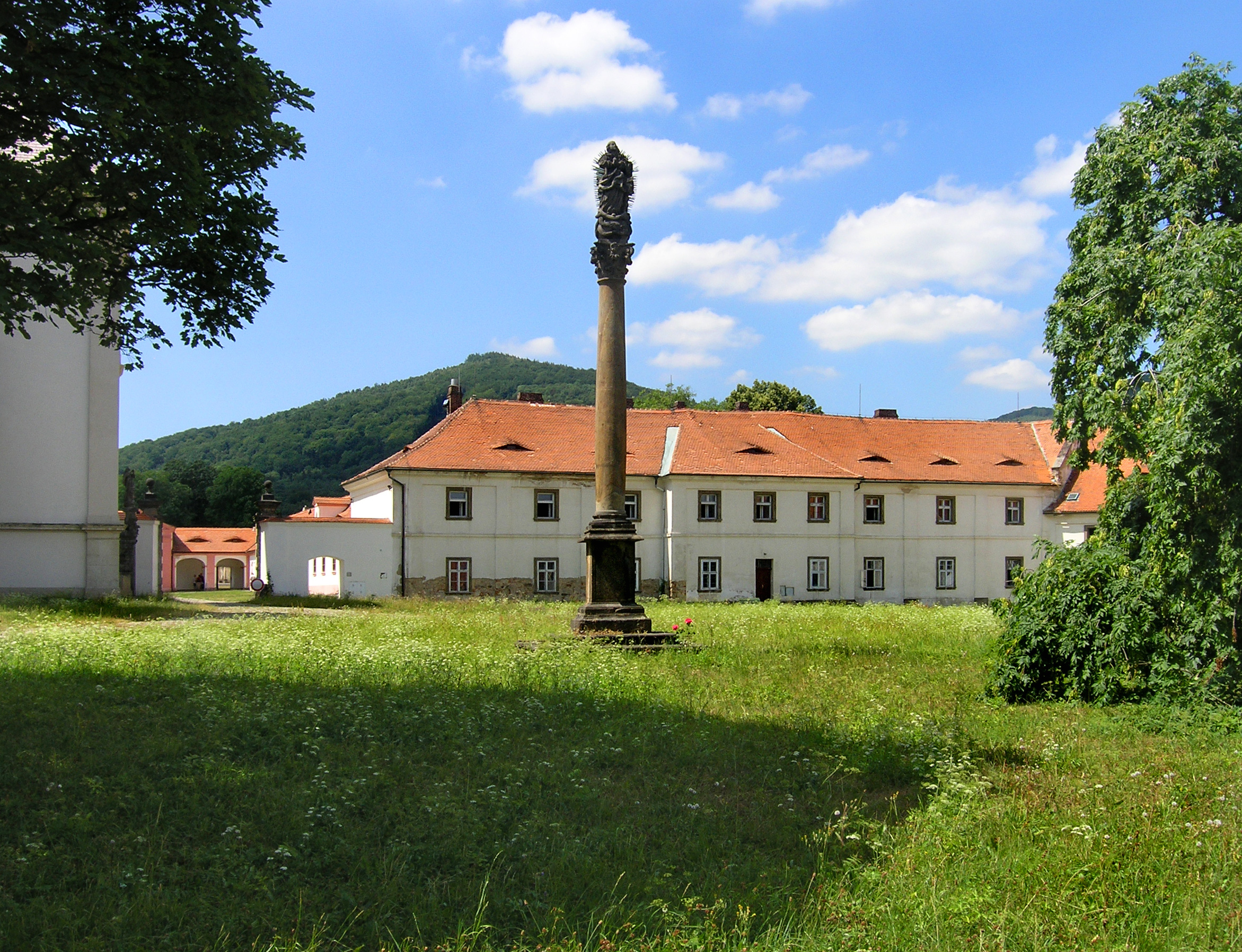
Klášter Osek
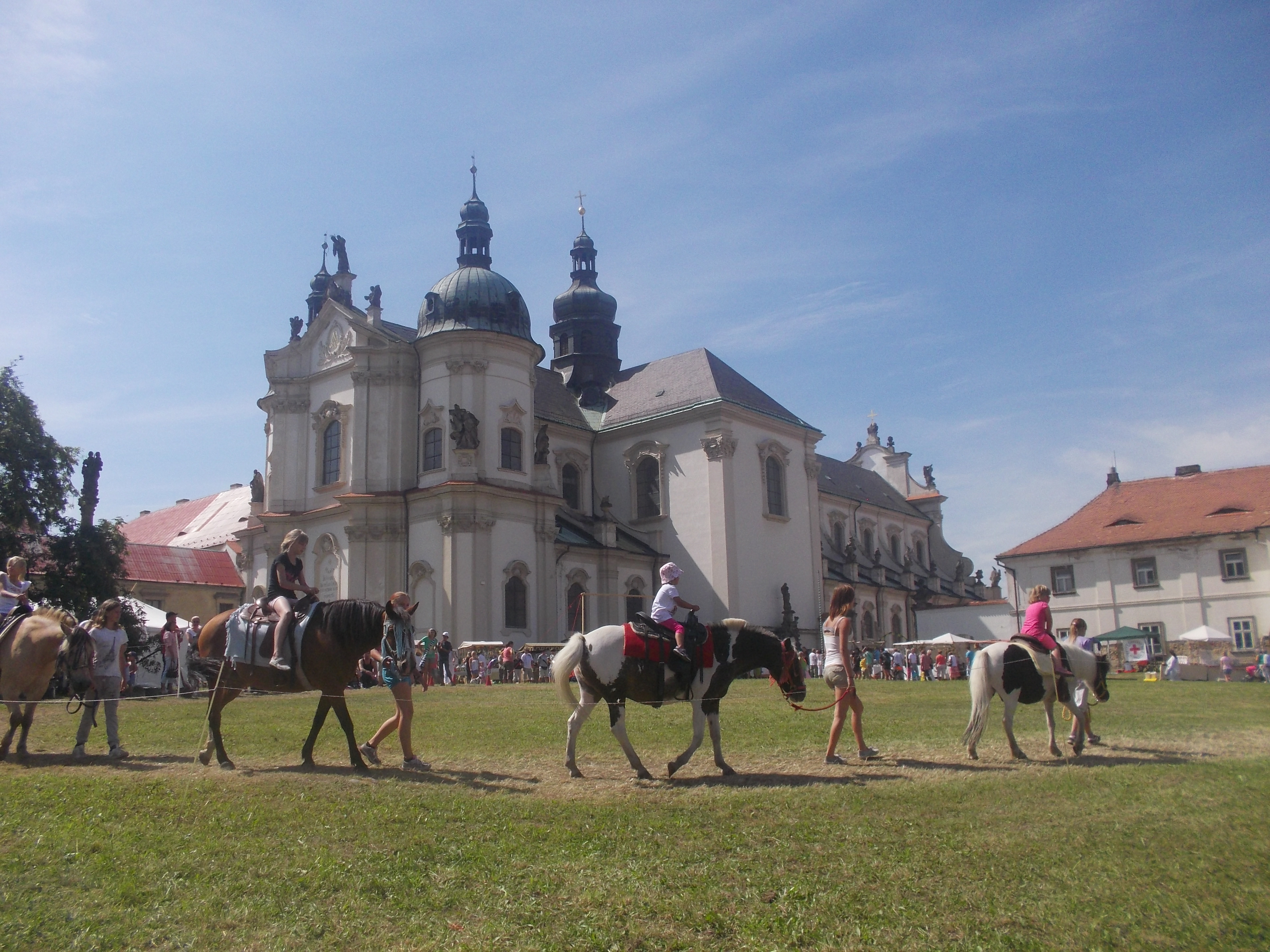
Klášter Osek o pouti
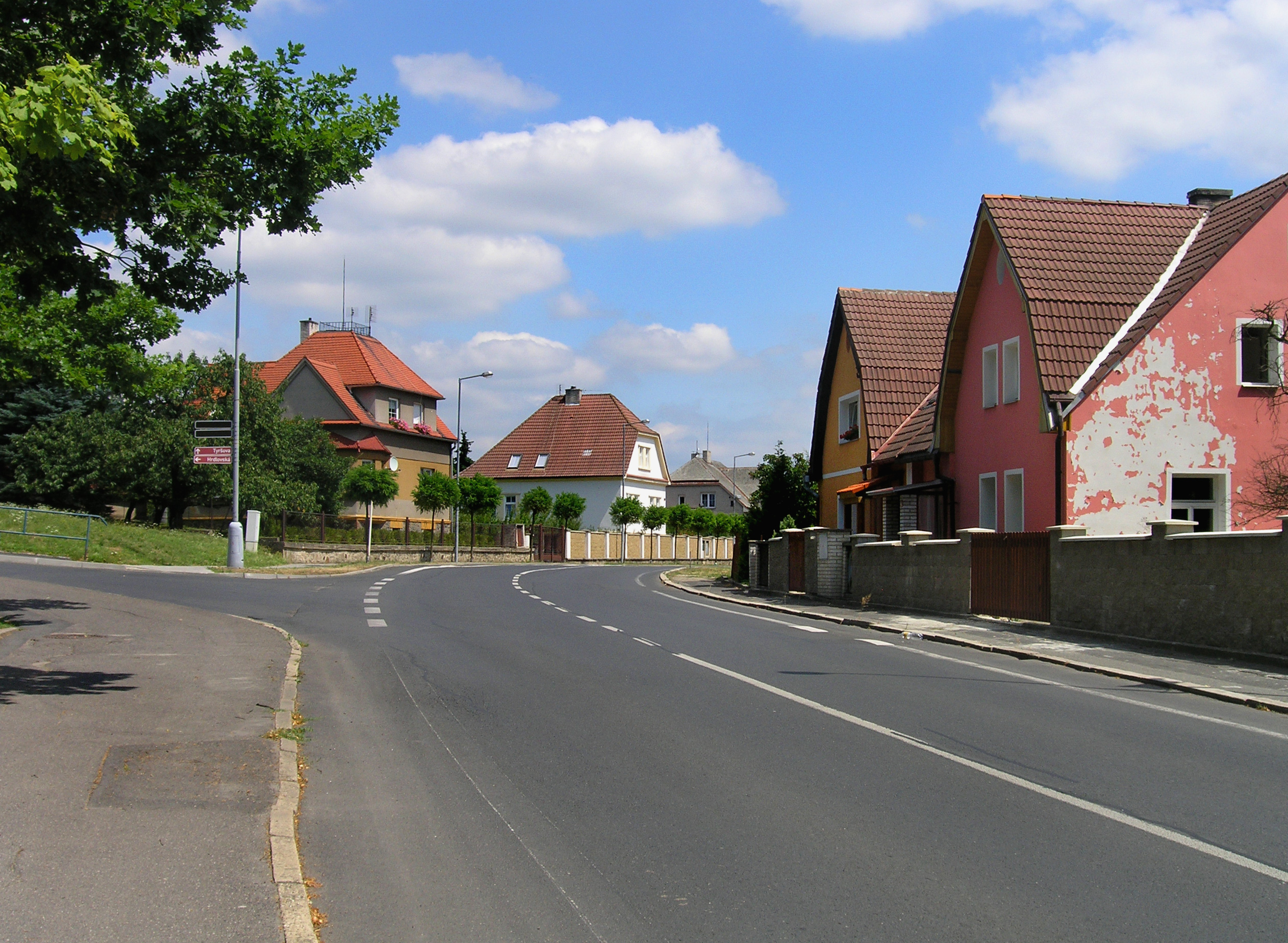
Tyršova ulice – silnice I/27
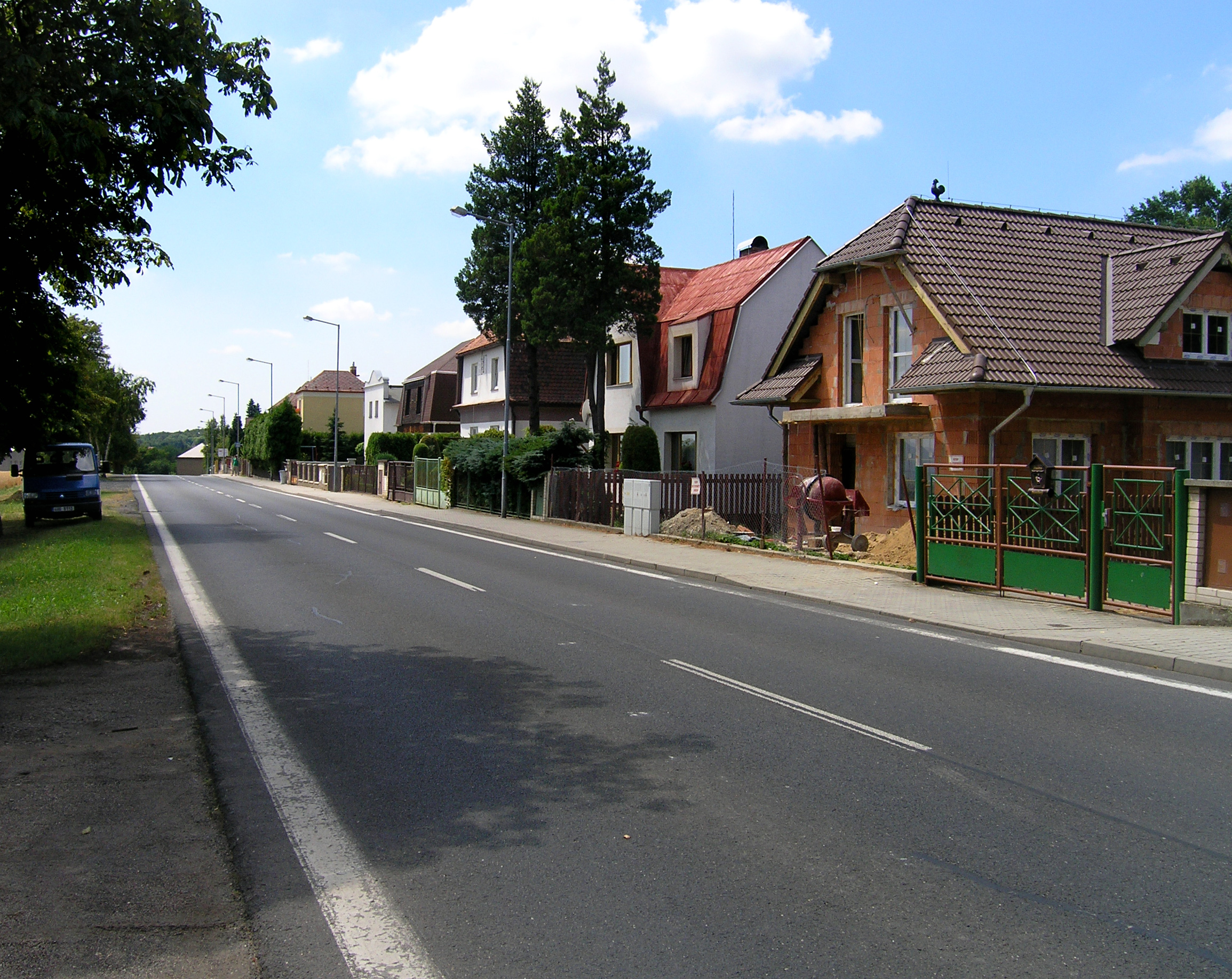
Vilky na východě obce